# Rang-e khoda
Rang-e khoda (bra: A Cor do Paraíso ou Cor do Paraíso) é um filme iraniano de 1999, do gênero comédia dramática, dirigido e escrito por Majid Majidi.

## Elenco
- Hossein Mahjoub - Hashem
- Mohsen Ramezani - Mohammad
- Salime Feizi - avó
- Farahnaz Safari - irmã mais velha
- Elham Sharifi - irmã caçula
- Behzad Rafi - professora da vila
- Mohamad Rahmani - professor
- Morteza Fatemi - carpinteiro
- Kamal Mirkarimi - diretor
- Masoome Zinati - jovem mulher
- Zahra Mizani - professor
- Ahmed Aminian - noiva do pai
- Moghadam Behboodi - morador
- Gan Ali Khorami - morador